# Aspegren mitt i maten
Aspegren mitt i maten var ett matlagningsprogram från SVT Malmö, som sändes från 12 mars 1995–27 mars 2000. Programledare var Jesper Aspegren, som till sin hjälp hade kocken Rikard Nilsson och vinexperten Mischa Billing. Även kända gäster brukade medverka i programmet och äta av matlagningen.
Programmet sändes även 2 oktober–18 december 2000, under namnet Mitt i maten och med programledaren Erik Videgård.